# Rob Baan
Rob Baan (ur. 1 kwietnia 1943 w Rotterdamie) – holenderski trener piłkarski, były tymczasowy selekcjoner reprezentacji Holandii prowadząc zespół w 2 meczach kwalifikacji do Mistrzostw Świata 1982 (wygrane 3:0 i 1:0 z Cyprem).

## Kariera trenerska
- 1965  Fortuna Vlaardingen (juniorzy)
- 1966  Sparta Rotterdam (juniorzy)
- 1966-1972  ADO Den Haag (asystent)
- 1972-1978  VVV Venlo
- 1978-1983  reprezentacja Holandii (asystent, selekcjoner, selekcjoner reprezentacji B oraz reprezentacji U-21)
- 1983-1986  FC Den Haag
- 1986-1988  Roda JC Kerkrade
- 1988-1990  Sparta Rotterdam
- 1990-1992  SC Cambuur
- 1992-1994  FC Twente
- 1994-1995  SBV Excelsior
- 1995-1998  PSV Eindhoven (asystent)
- 1998-2004  Feyenoord (dyrektor techniczny)
- 2004-2005  Al-Jazira (dyrektor techniczny)
- 2005-2006  reprezentacja Holandii U-21, U-14 (doradca techniczny)
- 2006-2007  ADO Den Haag (dyrektor techniczny)
- 2007-2008  reprezentacja Australii (dyrektor techniczny) i selekcjoner reprezentacji U-23